# Église Sainte-Marthe de Vernaux
L'église Sainte-Marthe de Vernaux est une église romane située sur la commune de Vernaux, dans le département de l'Ariège, en France.

## Historique
L'église Sainte Marthe, entourée du cimetière, est un petit édifice paroissial élevé par les Bénédictins de l'Abbaye Sainte-Marie de Lagrasse. Elle a été construite au XIIe siècle avec du tuf, pierre tendre peu résistante au temps, qui lui donne cet aspect rongé de l'extérieur.
L'église aurait été la chapelle d'un couvent ayant une vocation hospitalière pour les pèlerins.
Elle est classée par arrêté du 19 novembre 1910.
Les peintures monumentales intérieures, datées des XVe siècle (chœur) et XIXe siècle (nef), ont été dégagées en 1983 et restaurées en 1984. Elles sont reprises à l'Inventaire général du patrimoine culturel .

## Description
C'est un édifice avec une simple nef à plan tréfilé, terminé par une abside en cul-de-four, doté d'une couverture d'ardoises et avec cimetière attenant. Ses façades latérales sont flanquées de deux absidioles ventrues. Sacristie et entrée actuelle ont été élevées postérieurement. Un petit clocher-mur à deux arcades, remanié, couronne la façade occidentale.

## Galerie

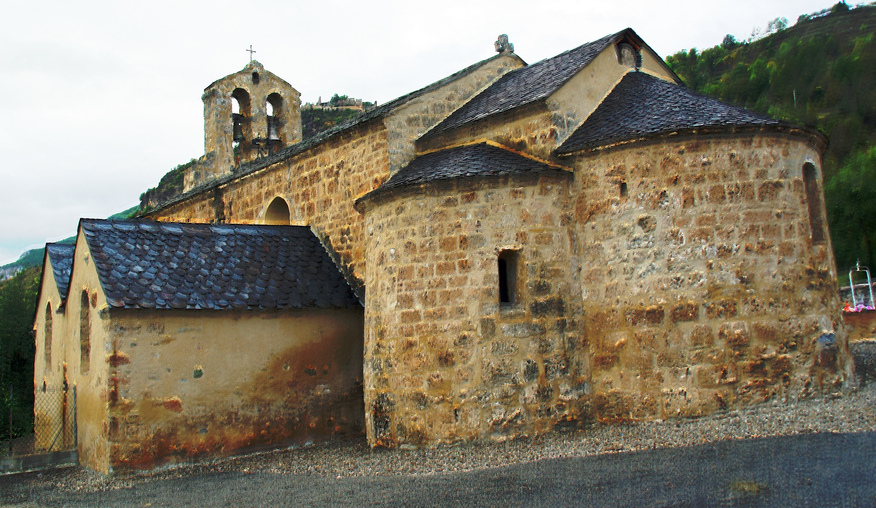
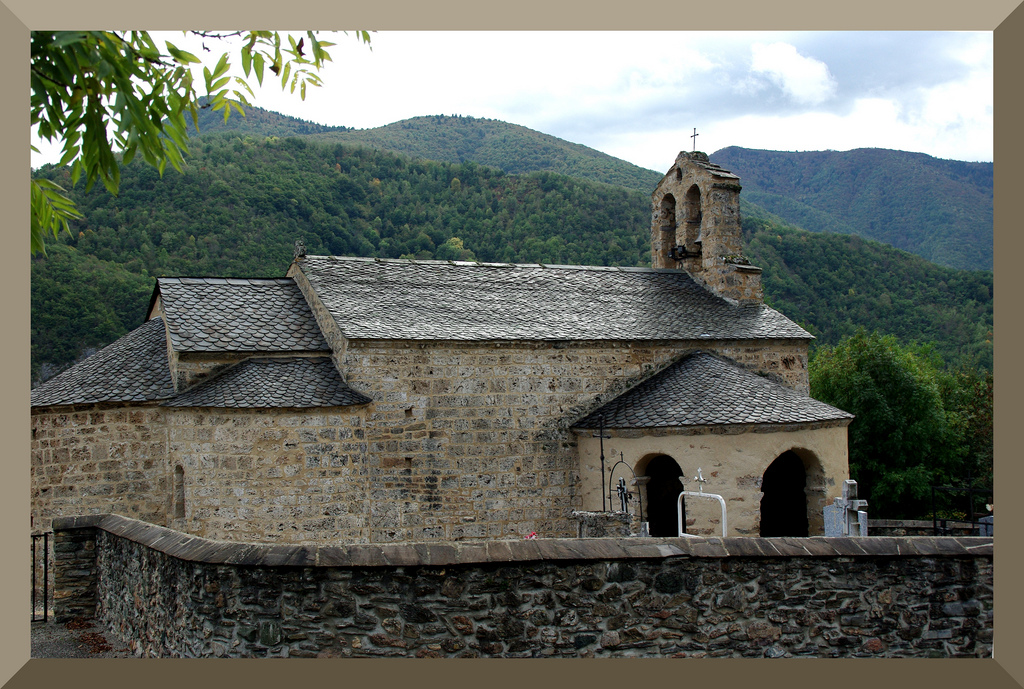
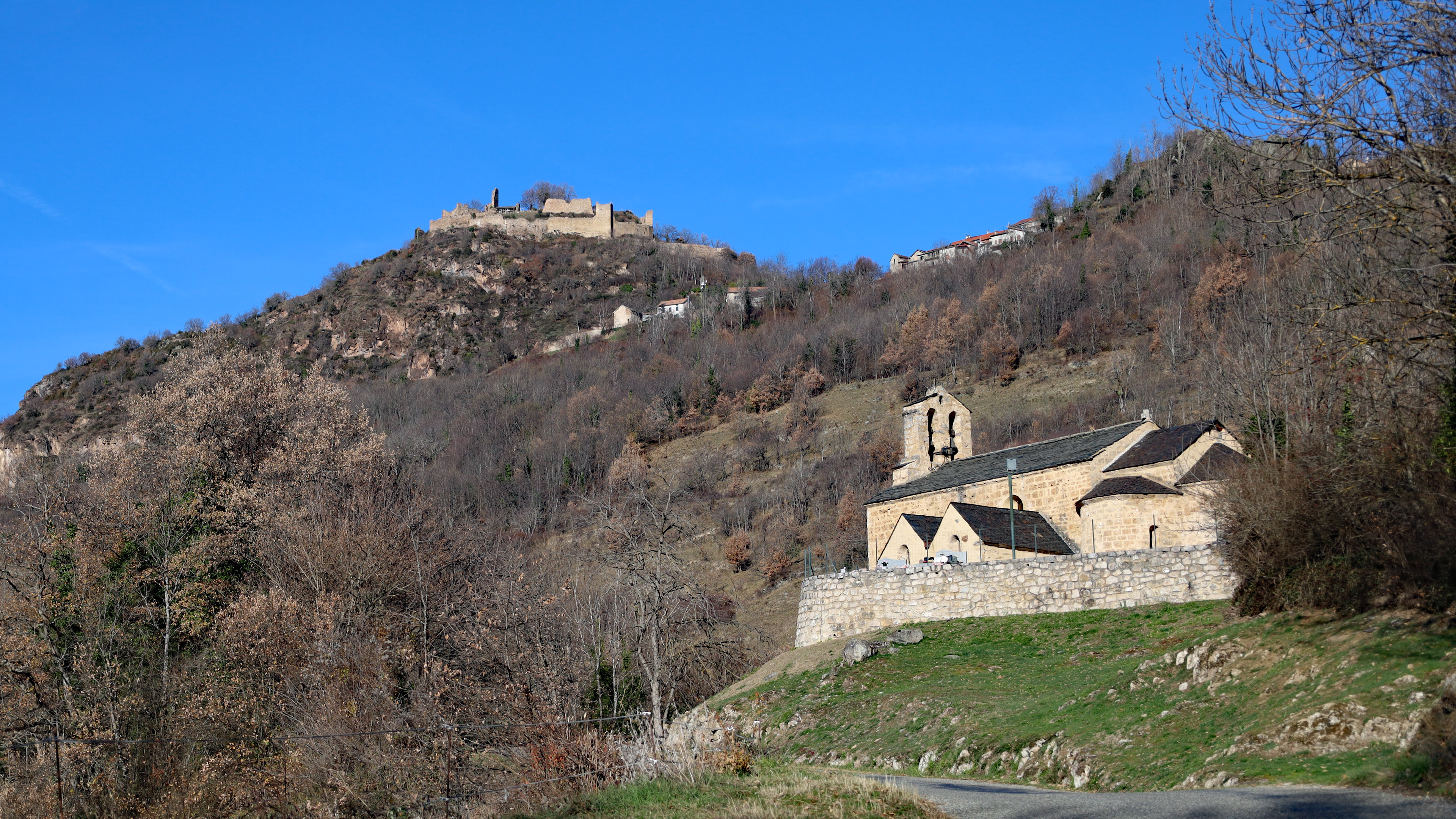

## Valorisation du patrimoine
Il existe un circuit de randonnée facile reliant les chapelles romanes proches de Vernaux, d'Axiat et d'Unac.